# Богословская (станция)
Богосло́вская — железнодорожная станция Минераловодского региона Северо-Кавказской железной дороги, находящаяся в селе Кочубеевском Ставропольского края. Станция расположена на двухпутной железнодорожной ветке Невинномысская — Армавир.

## Пригородное сообщение по станции
По состоянию на август 2015 года по станции курсируют следующие поезда пригородного сообщения:
| № поезда            | Маршрут движения              | № поезда            | Маршрут движения              |
| ------------------- | ----------------------------- | ------------------- | ----------------------------- |
| 6329/6331/6337/6339 | Минеральные Воды — Краснодар  | 6340/6338/6336/6334 | Краснодар — Минеральные Воды  |
| 6833/6219/6217      | Минеральные Воды — Кавказская | 6220/6222/6834      | Кавказская — Минеральные Воды |
| 6835/6225/6221      | Минеральные Воды — Кавказская | 6226/6230/6818      | Кавказская — Минеральные Воды |

## Дальнее следование по станции
По состоянию на август 2015 года поезда дальнего следования на станции не останавливаются.